# The Nurse at Mulberry Bend
The Nurse at Mulberry Bend è un cortometraggio muto del 1913. Non si conosce il nome del regista. Distribuito in sala dalla General Film Company il 20 gennaio 1913, il film era interpretato da Tom Moore e da Alice Joyce.

## Produzione
Il film fu prodotto dalla Kalem Company.

## Distribuzione
Distribuito dalla General Film Company, il film - un cortometraggio in una bobina - uscì nelle sale il 20 gennaio 1913.